# Atelomycterus
Atelomycterus – rodzaj drapieżnych ryb chrzęstnoszkieletowych z rodziny Atelomycteridae.

## Rozmieszczenie geograficzne
Do rodzaju należą gatunki występujące w wodach wschodniego Oceanu Indyjskiego i zachodniego Oceanu Spokojnego.

## Morfologia
Długość ciała do 60 cm.

## Systematyka
Rodzaj zdefiniował w 1913 roku amerykański ichtiolog i herpetolog Samuel Garman w artykule poświęconym rekinom i płaszczkom opublikowanym w czasopiśmie Memoirs of the Museum of Comparative Zoölogy, at Harvard College. Gatunkiem typowym jest (oznaczenie monotypowe) A. marmoratus.

### Etymologia
Atelomycterus: gr. ατελης atelēs ‘niekompletny’, od negatywnego przedrostka α- a-; τελειος teleios ‘kompletny’; μυκτηρ muktēr, μυκτηρος muktēros ‘pysk’, od μυκτεριζω mukterizō ‘zakręcić nosem’.

### Podział systematyczny
Do rodzaju należą następujące gatunki:
- Atelomycterus baliensis White, Last & Dharmadi, 2005
- Atelomycterus erdmanni Fahmi & White, 2015
- Atelomycterus fasciatus Compagno & Stevens, 1993
- Atelomycterus macleayi Whitley, 1939
- Atelomycterus marmoratus (Anonim [Bennett], 1830)
- Atelomycterus marnkalha Jacobsen & Bennett, 2007